# Ryan Grant (giocatore di football americano)
Ryan Joseph Grant (Beaumont, 19 dicembre 1990) è un giocatore di football americano statunitense che milita nel ruolo di wide receiver per gli Oakland Raiders della National Football League (NFL). Fu scelto nel corso del quinto giro (142º assoluto) del Draft NFL 2014 dai Washington Redskins. Al college giocò a football per Tulane.

## Carriera professionistica

### Washington Redskins
Grant fu scelto nel corso del quinto giro del Draft 2014 dai Washington Redskins. Debuttò come professionista subentrando nella settimana 1 contro gli Houston Texans. La domenica successiva, contro i Jacksonville Jaguars, ricevette i primi 4 passaggi per 57 yard. La sua stagione da rookie si concluse con sette ricezioni per 68 yard, disputando tutte le 16 partite, di cui due come titolare.

### Indianapolis Colts
Il 14 marzo 2018, i Baltimore Ravens annunciarono l'intenzione di ingaggiare Grant con un contratto quadriennale del valore di 29 milioni di dollari. Tuttavia il giorno seguente fallì i test medici e restò free agent. Il 20 marzo 2018 firmò un contratto di un anno per un valore di 5 milioni di dollari con gli Indianapolis Colts.. Terminò la stagione 2018 con quattordici presenze (dieci da titolare), 35 ricezioni per 334 yard e un touchdown.

### Oakland Raiders
Il 3 aprile 2019, Grant firmò con gli Oakland Raiders.

## Statistiche
| Legenda   | Legenda          |
| --------- | ---------------- |
| Grassetto | Record personale |

### Stagione regolare
| Stagione | Squadra  | Partite | Partite | Ricezioni | Ricezioni | Ricezioni | Ricezioni | Ricezioni | Corse | Corse | Corse | Corse | Corse | Fumble | Fumble |
| Stagione | Squadra  | P       | PT      | Ric       | Yard      | Media     | Max       | TD        | Ten   | Yard  | Media | Max   | TD    | Fum    | Persi  |
| -------- | -------- | ------- | ------- | --------- | --------- | --------- | --------- | --------- | ----- | ----- | ----- | ----- | ----- | ------ | ------ |
| 2014     | WAS      | 16      | 2       | 7         | 68        | 9,7       | 21        | 0         | 0     | 0     | 0     | 0     | 0     | 0      | 0      |
| 2015     | WAS      | 16      | 5       | 23        | 268       | 11,7      | 35        | 2         | 0     | 0     | 0     | 0     | 0     | 0      | 0      |
| 2016     | WAS      | 16      | 1       | 9         | 76        | 8,4       | 17        | 0         | 0     | 0     | 0     | 0     | 0     | 0      | 0      |
| 2017     | WAS      | 16      | 7       | 45        | 573       | 12,7      | 40        | 4         | 0     | 0     | 0     | 0     | 0     | 0      | 0      |
| 2018     | IND      | 14      | 10      | 35        | 334       | 9,5       | 23        | 1         | 0     | 0     | 0     | 0     | 0     | 0      | 0      |
| Carriera | Carriera | 78      | 25      | 119       | 1.319     | 11,1      | 40        | 7         | 0     | 0     | 0     | 0     | 0     | 0      | 0      |